# Hunold Ahlefeld
Hunold Ahlefeld (2 de abril de 1923) foi um comandante de U-Boot que serviu na Kriegsmarine durante a Segunda Guerra Mundial.

## Carreira

### Patentes
| 23 de setembro de 1940 | Offiziersanwärter    |
| 1 de agosto de 1941    | Fähnrich zur See     |
| 1 de julho de 1942     | Oberfähnrich zur See |
| 1 de janeiro de 1943   | Leutnant zur See     |
| 1 de outubro de 1944   | Oberleutnant zur See |

### Condecorações
| 31 de maio de 1941    | Badge de Guerra Minesweeper     |
| 26 de junho de 1942   | Cruz de Ferro 2ª Classe         |
| 26 de junho de 1942   | Badge de Guerra dos U-boot 1939 |
| 10 de outubro de 1944 | Claps do Fronte U-boot          |
| 28 de março de 1945   | Badge de Feridos em Preto       |